# Kangerlussuaq Museum
Kangerlussuaq Museum er et lokalmuseum i Kangerlussuaq i Vestgrønland.
Kangerlussuaq Museet åbnede i 1997 og var indtil 2015 privat organiseret, og ejet af Greenland Airports. Museet blev i 2015 knyttet til Sisimiut Museum, efter at det var i fare for at det skulle lukkes, og er siden blevet medstyret derfra.
Museumsbygningen har bygningsnummer B-1714. Det blev bygget i 1953 og fungerede oprindeligt som transithotel for Scandinavian Airlines. Kort tid senere blev det overtaget af USA, som brugte det som hovedadministrationsbygningen for Sondrestrom Air Base. I 1990'erne forlod USA militærbasen, hvilket gav museet muligheden for at overtage bygningen.
Museet fokuserer på bygdens historie som tidligere militærbase og og som Grønlands tidligere centrale lufthavn, Kangerlussuaq Lufthavn. Dette gør det primært til et luftfarts- og militærmuseum. Derudover behandles tidlige historiske fund fra området samt historien om Kangerlussuaq som et forskningssted i Grønland.
Kangerlussuaqs bygdehistorie går kun tilbage til anlæggelsen af en amerikansk luftbase i 1941, men landskabet ved byen har været brugt som jagtmarker i mere end 4.000 år, og omkring bygden en og  inde i baglandet kan man finde ruiner, efterladenskaber, og spor efter Inuit historien i regionen.